# Boxe aux Jeux olympiques d'été de 1956
Navigation
Helsinki 1952 Rome 1960
Aux Jeux olympiques d'été de 1956, dix épreuves de boxe anglaise se sont disputées du 23 novembre au 1er décembre 1956 à Melbourne, Australie.

## Résultats

### Podiums

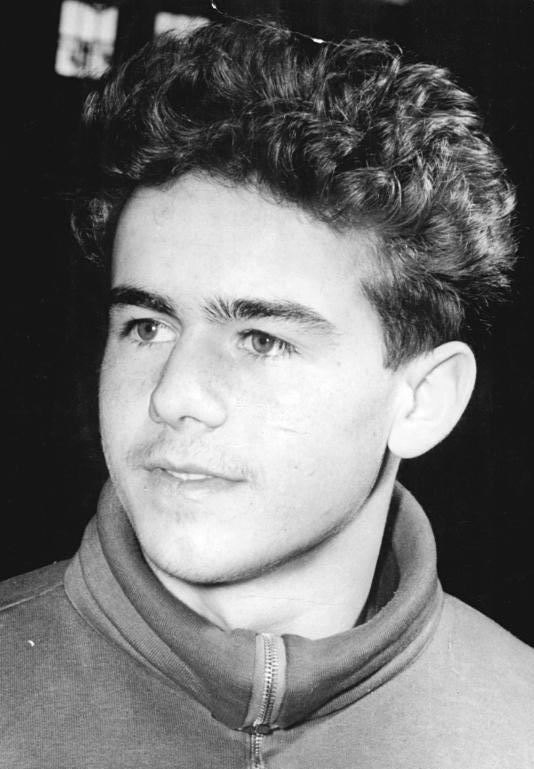
Wolfgang Behrendt, vainqueur de la compétition des poids coqs.

| Catégories                    | Or                   | Argent          | Bronze                                |
| Poids mouches (-51 kg)        | Terence Spinks       | Mircea Dobrescu | René Libeer John Caldwell             |
| Poids coqs (-54 kg)           | Wolfgang Behrendt    | Song Soon-Chun  | Claudio Barrientos Frederick Gilroy   |
| Poids plumes (-57 kg)         | Vladimir Safronov    | Thomas Nicholls | Pentti Hamalainen Henryk Niedźwiedzki |
| Poids légers (-60 kg)         | Richard McTaggart    | Harry Kurschat  | Anatoly Lagetko Tony Byrne            |
| Poids super-légers (-63,5 kg) | Vladimir Yengibaryan | Franco Nenci    | Constantin Dumitrescu Henry Loubscher |
| Poids welters (-67 kg)        | Nicolae Linca        | Frederick Tiedt | Nicholas Gargano Kevin Hogarth        |
| Poids super-welters (-71 kg)  | László Papp          | José Torres     | John McCormack Zbigniew Pietrzykowski |
| Poids moyens (-75 kg)         | Gennadiy Shatkov     | Ramon Tapia     | Gilbert Chapron Victor Zalazar        |
| Poids mi-lourds (-81 kg)      | James Boyd           | Gheorghe Negrea | Carlos Lucas Romualdas Murauskas      |
| Poids lourds (+81 kg)         | Pete Rademacher      | Lev Mukhin      | Giacomo Bozzano Daan Bekker           |

### Tableau des médailles
Les boxeurs soviétiques ont dominé le classement tant au niveau des médailles d'or qu'au nombre total de médailles. 
| Place | Pays                       | Médaille d'or, Jeux olympiques | Médaille d'argent, Jeux olympiques | Médaille de bronze, Jeux olympiques | Total |
| ----- | -------------------------- | ------------------------------ | ---------------------------------- | ----------------------------------- | ----- |
| 1     | Union soviétique           | 3                              | 1                                  | 2                                   | 6     |
| 2     | Royaume-Uni                | 2                              | 1                                  | 2                                   | 5     |
| 3     | États-Unis                 | 2                              | 1                                  | 0                                   | 3     |
| 4     | Roumanie                   | 1                              | 2                                  | 1                                   | 4     |
| 5     | Équipe unifiée d'Allemagne | 1                              | 1                                  | 0                                   | 2     |
| 6     | Hongrie                    | 1                              | 0                                  | 0                                   | 1     |
| 7     | Irlande                    | 0                              | 1                                  | 3                                   | 4     |
| 8     | Chili                      | 0                              | 1                                  | 2                                   | 3     |
| 9     | Italie                     | 0                              | 1                                  | 1                                   | 2     |
| 10    | Corée du Sud               | 0                              | 1                                  | 0                                   | 1     |
| 11    | France                     | 0                              | 0                                  | 2                                   | 2     |
| -     | Pologne                    | 0                              | 0                                  | 2                                   | 2     |
| -     | Afrique du Sud             | 0                              | 0                                  | 2                                   | 2     |
| 14    | Argentine                  | 0                              | 0                                  | 1                                   | 1     |
| -     | Australie                  | 0                              | 0                                  | 1                                   | 1     |
| -     | Finlande                   | 0                              | 0                                  | 1                                   | 1     |
| Total | 16 pays médaillés          | 10                             | 10                                 | 20                                  | 40    |